# Monestier (Ardèche)
Monestier – miejscowość i gmina we Francji, w regionie Owernia-Rodan-Alpy, w departamencie Ardèche.
Według danych na rok 1990 gminę zamieszkiwały 52 osoby, a gęstość zaludnienia wynosiła 7 osób/km² (wśród 2880 gmin regionu Rodan-Alpy Monestier plasuje się na 1566. miejscu pod względem liczby ludności, natomiast pod względem powierzchni na miejscu 1326.).